# Формула Лиувилля — Остроградского
Формула Лиуви́лля-Острогра́дского — формула, связывающая определитель Вронского (вронскиа́н) для решений дифференциального уравнения и коэффициенты в этом уравнении.
Пусть есть дифференциальное уравнение вида
{\displaystyle y^{(n)}+P_{1}(x)y^{(n-1)}+P_{2}(x)y^{(n-2)}+...+P_{n}(x)y=0,}
тогда {\displaystyle W(x)=W(x_{0})e^{-\int \limits _{x_{0}}^{x}P_{1}(\zeta )d\zeta }=Ce^{-\int P_{1}(x)dx},} где {\displaystyle W(x)} — определитель Вронского
Для линейной однородной системы дифференциальных уравнений
{\displaystyle y'(x)=A(x)y(x),} где {\displaystyle A(x)} — непрерывная квадратная матрица порядка {\displaystyle n},
справедлива формула Лиувилля-Остроградского
{\displaystyle W(x)=W(x_{0})e^{\int \limits _{x_{0}}^{x}\mathop {\rm {tr}} A(\zeta )d\zeta },} где {\displaystyle \mathop {\rm {tr}} A(x)} —
след матрицы {\displaystyle A(x)}

## Правило дифференцирования определителя размерности 2
Производная определителя {\displaystyle \Delta =\Delta (x)={\begin{vmatrix}a_{11}(x)&a_{12}(x)\\a_{21}(x)&a_{22}(x)\end{vmatrix}}=a_{11}a_{22}-a_{12}a_{21}} по переменной х имеет вид
{\displaystyle {\frac {d\Delta }{dx}}=(a_{11}a_{22}-a_{12}a_{21})'=a_{11}'a_{22}+a_{11}a_{22}'-a_{12}'a_{21}-a_{12}a_{21}'={\begin{vmatrix}a_{11}'&a_{12}'\\a_{21}&a_{22}\end{vmatrix}}+{\begin{vmatrix}a_{11}&a_{12}\\a_{21}'&a_{22}'\end{vmatrix}}}

## Правило дифференцирования определителя размерностиn{\displaystyle n}
Пусть {\displaystyle \Delta =\Delta (x)=\det \left({\begin{matrix}a_{11}(x)&a_{12}(x)&\dots &a_{1n}(x)\\a_{21}(x)&a_{22}(x)&\dots &a_{2n}(x)\\\vdots &\vdots &\ddots &\vdots \\a_{n1}(x)&a_{n2}(x)&\dots &a_{nn}(x)\\\end{matrix}}\right)}
Тогда для производной {\displaystyle \Delta '(x)} верно
{\displaystyle \Delta '(x)={\begin{vmatrix}a_{11}'(x)&a_{12}'(x)&\dots &a_{1n}'(x)\\a_{21}(x)&a_{22}(x)&\dots &a_{2n}(x)\\\vdots &\vdots &\ddots &\vdots \\a_{n1}(x)&a_{n2}(x)&\dots &a_{nn}(x)\\\end{vmatrix}}+{\begin{vmatrix}a_{11}(x)&a_{12}(x)&\dots &a_{1n}(x)\\a_{21}'(x)&a_{22}'(x)&\dots &a_{2n}'(x)\\\vdots &\vdots &\ddots &\vdots \\a_{n1}(x)&a_{n2}(x)&\dots &a_{nn}(x)\\\end{vmatrix}}+\dots +{\begin{vmatrix}a_{11}(x)&a_{12}(x)&\dots &a_{1n}(x)\\a_{21}(x)&a_{22}(x)&\dots &a_{2n}(x)\\\vdots &\vdots &\ddots &\vdots \\a_{n1}'(x)&a_{n2}'(x)&\dots &a_{nn}'(x)\\\end{vmatrix}}}
(в {\displaystyle i}-м слагаемом продифференцирована {\displaystyle i}-я строка)
Воспользуемся формулой полного разложения определителя
{\displaystyle \Delta (x)=\sum _{i_{1},i_{2},\dots ,i_{n}}(-1)^{P(i_{1},i_{2},\dots ,i_{n})}a_{1i_{1}}(x)a_{2i_{2}}(x)\cdots a_{ni_{n}}(x)}
Сумма взята по всевозможным перестановкам чисел {\displaystyle 1,2,\dots ,n}, {\displaystyle P(\cdot )} — четность 
перестановки.
Дифференцируя это выражение по {\displaystyle x}, получим
{\displaystyle {\begin{aligned}[l]\Delta '(x)&=\sum _{i_{1},i_{2},\dots ,i_{n}}(-1)^{P(i_{1},i_{2},\dots ,i_{n})}{\frac {d\left(a_{1i_{1}}(x)a_{2i_{2}}(x)\cdots a_{ni_{n}}(x)\right)}{dx}}=\\&=\sum _{i_{1},i_{2},\dots ,i_{n}}(-1)^{P(i_{1},i_{2},\dots ,i_{n})}\left(a_{1i_{1}}'(x)a_{2i_{2}}(x)\cdots a_{ni_{n}}(x)+\dots +a_{1i_{1}}(x)a_{2i_{2}}(x)\cdots a_{ni_{n}}'(x)\right)=\\&=\sum _{i_{1},i_{2},\dots ,i_{n}}(-1)^{P(i_{1},i_{2},\dots ,i_{n})}a_{1i_{1}}'(x)a_{2i_{2}}(x)\cdots a_{ni_{n}}(x)+\\&+\sum _{i_{1},i_{2},\dots ,i_{n}}(-1)^{P(i_{1},i_{2},\dots ,i_{n})}a_{1i_{1}}(x)a_{2i_{2}}'(x)\cdots a_{ni_{n}}(x)+\\&+\dots +\\&+\sum _{i_{1},i_{2},\dots ,i_{n}}(-1)^{P(i_{1},i_{2},\dots ,i_{n})}a_{1i_{1}}(x)a_{2i_{2}}(x)\cdots a_{ni_{n}}'(x)\end{aligned}}}
В каждой сумме продифференцированы элементы {\displaystyle i}-й строки и только они. Заменив суммы определителями, получим
{\displaystyle \Delta '(x)={\begin{vmatrix}a_{11}'(x)&a_{12}'(x)&\dots &a_{1n}'(x)\\a_{21}(x)&a_{22}(x)&\dots &a_{2n}(x)\\\vdots &\vdots &\ddots &\vdots \\a_{n1}(x)&a_{n2}(x)&\dots &a_{nn}(x)\\\end{vmatrix}}+{\begin{vmatrix}a_{11}(x)&a_{12}(x)&\dots &a_{1n}(x)\\a_{21}'(x)&a_{22}'(x)&\dots &a_{2n}'(x)\\\vdots &\vdots &\ddots &\vdots \\a_{n1}(x)&a_{n2}(x)&\dots &a_{nn}(x)\\\end{vmatrix}}+\dots +{\begin{vmatrix}a_{11}(x)&a_{12}(x)&\dots &a_{1n}(x)\\a_{21}(x)&a_{22}(x)&\dots &a_{2n}(x)\\\vdots &\vdots &\ddots &\vdots \\a_{n1}'(x)&a_{n2}'(x)&\dots &a_{nn}'(x)\\\end{vmatrix}}}

## Доказательство для уравнения второго порядка
Пусть в уравнении {\displaystyle y''+p(x)y'+q(x)y=0} функции {\displaystyle p(x),q(x)} непрерывны на {\displaystyle [a;b]}, а
{\displaystyle y_{1}=y_{1}(x),y_{2}=y_{2}(x)} — решения данного уравнения.
Продифференцировав определитель Вронского, получим
{\displaystyle {\frac {dW}{dx}}={\frac {d}{dx}}{\begin{vmatrix}y_{1}&y_{2}\\y_{1}'&y_{2}'\end{vmatrix}}={\begin{vmatrix}y_{1}'&y_{2}'\\y_{1}'&y_{2}'\end{vmatrix}}+{\begin{vmatrix}y_{1}&y_{2}\\y_{1}''&y_{2}''\end{vmatrix}}}
Первое слагаемое равно 0, так как этот определитель содержит 2 одинаковые строки. Подставив
{\displaystyle y_{1}''=-py_{1}'-qy_{1}}
{\displaystyle y_{2}''=-py_{2}'-qy_{2}}
во второе слагаемое, получим
{\displaystyle {\frac {dW}{dx}}={\begin{vmatrix}y_{1}&y_{2}\\-py_{1}'-qy_{1}&-py_{2}'-qy_{2}\end{vmatrix}}}
Прибавив первую строку, домноженную на q, ко второй, получим
{\displaystyle {\frac {dW}{dx}}={\begin{vmatrix}y_{1}&y_{2}\\-py_{1}'&-py_{2}'\end{vmatrix}}=-pW}
решения линейно независимы, поэтому
{\displaystyle W\neq 0\to {\frac {dW}{W}}=-pdx} — дифференциальное уравнение с разделяющимися переменными.
Интегрируя, получим
{\displaystyle \ln |W|=-\int p(x)dx+\ln |C|\to \ln \left|{\frac {W}{C}}\right|=-\int p(x)dx\to W=Ce^{-\int p(x)dx}}

## Доказательство для линейной системы обыкновенных дифференциальных уравнений
Пусть вектор-функции {\displaystyle {\mathbf {y} }_{1}(x),{\mathbf {y} }_{2}(x),\dots ,{\mathbf {y} }_{n}(x)} — решения линейной системы ОДУ. Введем матрицу {\displaystyle \Phi } следующим образом
{\displaystyle \Phi (x)=\left\|{\begin{matrix}{\mathbf {y} }_{1}(x)&{\mathbf {y} }_{2}(x)&\dots &{\mathbf {y} }_{n}(x)\end{matrix}}\right\|}
Тогда {\displaystyle W(x)\equiv \det \Phi (x)}.
Воспользуемся тем, что {\displaystyle y_{i}(x)} — решения системы ОДУ, то есть
{\displaystyle {\mathbf {y} }_{i}'(x)=A(x){\mathbf {y} }_{i}(x)}.
В матричном виде последнее представимо в виде
{\displaystyle \left\|{\begin{matrix}{\mathbf {y} }_{1}'(x)&{\mathbf {y} }_{2}'(x)&\dots &{\mathbf {y} }_{n}'(x)\end{matrix}}\right\|=\left\|{\begin{matrix}A(x){\mathbf {y} }_{1}(x)&A(x){\mathbf {y} }_{2}(x)&\dots &A(x){\mathbf {y} }_{n}(x)\end{matrix}}\right\|=A(x)\Phi (x)}
или вводя производную от матрицы как матрицу из производных каждого элемента
{\displaystyle \Phi '(x)=A(x)\Phi (x)}
Пусть {\displaystyle \varphi _{i}(x)} — {\displaystyle i}-я строка матрицы {\displaystyle \Phi (x)}. Тогда
{\displaystyle \varphi _{i}'(x)=\sum _{j=1}^{n}a_{ij}(x)\varphi _{j}(x)}
Последнее означает, что производная от {\displaystyle i}-й строки матрицы {\displaystyle \Phi (x)} есть линейная
комбинация всех строк этой матрицы с коэффициентами из {\displaystyle i}-й строки матрицы {\displaystyle A(x)}.
Рассмотрим определитель матрицы {\displaystyle \Phi (x)}, в которой {\displaystyle i}-я строка продифференцирована.
Определитель не изменится, если из {\displaystyle i}-й строки этой матрицы вычесть линейную комбинацию
всех остальных строк.
{\displaystyle \left|{\begin{matrix}\varphi _{1}(x)\\\varphi _{2}(x)\\\vdots \\\varphi _{i}'(x)\\\vdots \\\varphi _{n}(x)\\\end{matrix}}\right|=\left|{\begin{matrix}\varphi _{1}(x)\\\varphi _{2}(x)\\\vdots \\\sum _{j=1}^{n}a_{ij}(x)\varphi _{j}(x)\\\vdots \\\varphi _{n}(x)\\\end{matrix}}\right|=\left|{\begin{matrix}\varphi _{1}(x)\\\varphi _{2}(x)\\\vdots \\\sum _{j=1}^{n}a_{ij}(x)\varphi _{j}(x)-\sum _{j\neq i}a_{ij}(x)\varphi _{j}(x)\\\vdots \\\varphi _{n}(x)\\\end{matrix}}\right|=\left|{\begin{matrix}\varphi _{1}(x)\\\varphi _{2}(x)\\\vdots \\a_{ii}(x)\varphi _{i}(x)\\\vdots \\\varphi _{n}(x)\\\end{matrix}}\right|=a_{ii}(x)W(x)}
Пользуясь формулой дифференцирования определителя, получаем
{\displaystyle W'(x)=a_{11}(x)W(x)+a_{22}(x)W(x)+\dots +a_{nn}(x)W(x)=\operatorname {tr} A(x)W(x)}
Последнее обыкновенное дифференциальное уравнение имеет решение
{\displaystyle W(x)=W(x_{0})e^{\int \limits _{x_{0}}^{x}\operatorname {tr} A(\zeta )d\zeta }}

## Доказательство для линейного дифференциального уравнения произвольного порядка
Линейное дифференциальное уравнение {\displaystyle n}-го порядка
{\displaystyle y^{(n)}(x)+P_{1}(x)y^{(n-1)}(x)+\dots +P_{n-1}(x)y'(x)+P_{n}(x)y(x)=0}
эквивалентно следующей системе
{\displaystyle {\begin{aligned}y_{n-1}'(x)&=-P_{1}(x)y_{n-1}(x)-\dots -P_{n-1}(x)y_{1}(x)-P_{n}(x)y_{0}(x)\\y_{n-2}'(x)&=y_{n-1}\\\vdots \\y_{1}'(x)&=y_{2}\\y_{0}'(x)&=y_{1}\\\end{aligned}}}
с матрицей {\displaystyle A(x)} следующего вида
{\displaystyle A(x)=\left({\begin{matrix}0&1&0&\dots &0\\0&0&1&\dots &0\\0&0&\ddots &\ddots &0\\0&0&\dots &0&1\\-P_{n}(x)&-P_{n-1}(x)&\dots &-P_{2}(x)&-P_{1}(x)\\\end{matrix}}\right)}
Вронскианы исходного уравнения и системы совпадают, а след матрицы {\displaystyle A(x)} равен {\displaystyle -P_{1}(x)}.
Подстановкой в формулу для системы получаем
{\displaystyle W(x)=W(x_{0})e^{-\int _{x_{0}}^{x}P_{1}(\zeta )d\zeta }}

## Применение формулы Лиувилля-Остроградского
Пусть известно решение {\displaystyle y_{1}(x)} линейного обыкновенного дифференциального уравнения второго порядка, т. е. {\displaystyle n=2}.
Используя формулу Лиувилля-Остроградского, возможно найти линейно независимое от него решение {\displaystyle y_{2}(x)}
той же системы.
Распишем вронскиан:
{\displaystyle Ce^{-\int P_{1}(x)dx}=y_{1}y_{2}'-y_{1}'y_{2}=W.}
{\displaystyle {\frac {W}{y_{1}^{2}}}={\frac {y_{1}y_{2}'-y_{1}'y_{2}}{y_{1}^{2}}}=\left({\frac {y_{2}}{y_{1}}}\right)',} поэтому
{\displaystyle {\frac {y_{2}}{y_{1}}}=\int {\frac {W}{y_{1}^{2}}}dx+B}{\displaystyle \longrightarrow y_{2}=y_{1}\left(\int {\frac {W}{y_{1}^{2}}}dx+B\right)=y_{1}\int {\frac {Ce^{-\int P_{1}(x)dx}}{y_{1}^{2}}}dx+By_{1}}
Так как для линейной независимости {\displaystyle y_{1}(x)} и {\displaystyle y_{2}(x)} достаточно {\displaystyle W\neq 0},
приняв {\displaystyle C=1,\,B=0}, получим {\displaystyle y_{2}=y_{1}\int {\frac {e^{-\int P_{1}(x)dx}}{y_{1}^{2}}}dx.}

## Пример
Пусть в уравнении {\displaystyle y''-\mathop {\rm {tg}} x\,y'+2y=0} известно частное решение {\displaystyle y_{1}=\sin x}. Воспользовавшись формулой Лиувилля-Остроградского, получим
{\displaystyle y_{2}=\sin x\int {\frac {dx}{\sin ^{2}xe^{-\int \tan xdx}}}=\sin x\,\ln \left|\tan x+{\frac {1}{\cos x}}\right|\,-1.}
Тогда общее решение однородного уравнения {\displaystyle y=C_{1}\left(\sin x\,\ln \left|\tan x+{\frac {1}{\cos x}}\right|\,-1\right)+C_{2}\sin x}

### Используемая литература
- Агафонов С. А., Герман А. Д., Муратова Т. В. Дифференциальные уравнения. Учебник для вузов. — М.: Изд-во МГТУ им. Баумана, 1999. — 366 с. — (Математика в техническом университете; Вып. VIII).
- Романко В. К. Курс дифференциальных уравнений и вариационного исчисления. — 2-е изд. — М.: Лаборатория Базовых Знаний, 2001. — 344 с.